# Tambja gabrielae
Tambja gabrielae is een slakkensoort uit de familie van de Polyceridae. De wetenschappelijke naam van de soort is voor het eerst geldig gepubliceerd in 2005 door Pola, Cervera & Gosliner.